# Victor Vacquier
Victor Vacquier, Sr. (russisch Виктор Вакье; * 13. Oktober 1907 in Sankt Petersburg, Russisches Kaiserreich; † 11. Januar 2009 in La Jolla, Kalifornien) war ein russisch-amerikanischer Geophysiker und Ozeanograph, der seit 1962 eine Professur an der Scripps Institution of Oceanography der University of California, San Diego innehatte.

## Leben
Vacquier stammte aus Sankt Petersburg im Russischen Kaiserreich. Vor dem Russischen Bürgergkrieg floh er mit seiner Familie im Jahr 1920 auf einem Pferdeschlitten über das Eis des Finnischen Meerbusens zunächst nach Helsinki, dann führte die Flucht weiter nach Frankreich und 1923 schließlich in die Vereinigten Staaten. Er erlangte an der University of Wisconsin–Madison 1927 den Grad eines B.S. in Elektrotechnik und 1929 einen Master in Physik, promovierte aber nicht. Er arbeitete zunächst für die Gulf Research Laboratories, das Forschungslabor der Firma Gulf Oil in Pittsburgh, Pennsylvania. Während des Zweiten Weltkrieges war er beim Airborne Instruments Laboratory an der Columbia University tätig, wo er das Fluxgate-Magnetometer, das er 1940 bei Gulf erfunden hatte, zur U-Boot-Ortung einsetzte (Magnetic Anomaly Detector, MAD). Nach dem Krieg entwickelte er bei der Sperry Gyroscope Inc. die beiden Kreiselkompassgeräte Mark 19 und Mark 23, die später auf vielen Schiffen der US Navy zum Einsatz gelangten. 1953 wechselte er zum New Mexico Institute of Mining and Technology und entwickelte dort eine Methode zur Ortung von Grundwasservorkommen in Trockengebieten über die elektrische Bodenleitfähigkeit. Ab 1957 arbeitete er an der Scripps Institution of Oceanography und leitete dort das Geomagnetismus-Programm im Marine Physical Laboratory (MPL), in dem mit den bereits im Krieg eingesetzten, von Schiffen gezogenen Fluxgate-Magnetometern die durch das Erdmagnetfeld dem Meeresboden aufgeprägten Magnetfelder vermessen wurden. Dabei erwies sich, das sich Magnetfeldanomalien erst in einer großen Entfernung von mehr als 1000 km im Meeresboden fortsetzten. Seine Entdeckung dieser großen, beispielsweise an der Bruchzone bei Cap Mendocino im Norden Kaliforniens gebrochenen Schichten in diesen Magnetfeldern brachte die Theorie der Plattentektonik entscheidend voran. die durch seine späteren Messungen der Änderung der Wärmeverteilung am Meeresboden gestützt wurde.
Für seine Forschungen wurde Vacquier vielfach ausgezeichnet, so erhielt er 1960 die John Price Wetherill Medal des Franklin Institute, 1963 den Albatross Award der American Miscellaneous Society, 1973 die John-Adam-Fleming-Medal der American Geophysical Union, 1975 den Reginald-Fessenden-Award der Society of Exploration Geophysicists, und 1995 die Alexander-Agassiz-Medal der United States National Academy of Sciences für seine Entdeckung des Fluxgate-Magnetometers und die Erforschung der Magnetfeldanomalie des Meeresbodens, mit der die Ozeanbodenspreizung bestätigt werden konnte. Vacquier verstarb am 11. Januar 2009 in La Jolla, Kalifornien, an einer Lungenentzündung und hinterließ seine ihn überlebende Frau Mihoko, mit der er den Sohn Victor D. Vacquier hatte.
Sein Sohn Victor D. Vacquier arbeitet ebenfalls als Professor an der Scripps Institution, wo er sich mit der Reproduktionsbiologie von Meereslebewesen befasst.